# 丸子富士
丸子富士（まりこふじ）は静岡県静岡市駿河区丸子（まりこ）にある山。標高450メートル。

## 概要
静岡市と焼津市の市境である満観峰から北東方向に延びる稜線にある一峰である。細長い稜線上のピークだが、山頂が比較的整った円錐形をしており、「富士」の名を冠する。焼津市側の花沢の里から日本坂峠・満観峰を経て朝鮮岩・安倍川駅方面へ抜けるハイキングコースだが、頂上からの展望はまったくないという。

## アクセス
参考文献より。休憩時間等は含まれていない。
- 花沢の里→（33分）→日本坂峠→（60分）→満観峰→（27分）→丸子富士
- 安倍川駅→（15分）→井尻地区→（20分）→小野寺→（30分）→朝鮮岩→（50分）→丸子富士

## 註釈
1. ↑  山と渓谷社 pp.123
2. ↑  山と渓谷社 pp.122